# Hayr T'agawori
Hayr T'agawori (equivalent a Gran Camarlenc) fou un alt càrrec de la cort del antic regne d'Armènia, equivalent al càrrec persa de Ērān-ambārağaỏ i al romà praepositus sacri cubiculi. El gran camarlenc d'Armènia era un eunuc, de manera semblant a Roma (no ho era habitualment a Pèrsia encara que podia ser-ho). El gran camarlenc tenia les tasques d'encarregat del tresor reial, de les fortaleses i del lloc on es guardaven els elements de la reialesa. Com a eunuc també s'ocupava de les habitacions reials.
Al costat dels grans camarlencs (hayr t'agawori) i havia uns oficials menors: els camarlencs ordinaris (senekapetk'). La tasca de gran camarlenc es combinava al mateix temps també amb la de mardpet. Aquestes dignitats foren anomenades hayrufiwn (Gran Camerlania) i mardpetufiwn (Mardpet-dom) i de fet les dues eren sinònims; originalment fou un títol que s'originava en els prínceps dinàstics dels mardians. La obra grega sobre Gregori l'Il·luminador parla de l'ofici de mardpet però no s'identifica cap eunuc investit amb aquesta alta funció de la cort, i es dubtós que els mardpets fossin membres de la casa de prínceps dels mardians, ja que una dinastia d'eunucs es contrari a una dinastia amb continuïtat biològica i a més contraria al que seria una noblesa orgullosa i guerrera i, per tant, es suposa que els mardpets dinàstics es van extingir aviat i que el seu principat va esdevenir un territori de la corona i que els grans camarlencs, com a administradors, van continuar utilitzant l'antic títol dinàstic dels seus predecessors en el càrrec al territori.
L'ofici de gran camarlenc no va sobreviure a la monarquia arsàcida i al segle V el Mardpet-dom, ara separat del ofici de gran camarlenc, va passar a la casa dels Arzerunis mentre el control del tresor, les fortaleses i la regalia reial va ser exercits pel gran camarlenc en els principals llocs forts d'Ingilena i la Gran Sofene (Sofanene) tot i aquests dos principats van continuar sent governats per les seves pròpies dinasties.